# هيلموت كونز
هيلموت كونز (بالألمانية: Helmut Kunz)‏ هو عسكري وطبيب أسنان ألماني، ولد في 26 سبتمبر 1910 في إيتلينغن في ألمانيا، وتوفي في 1976 في فرويدنشتات في ألمانيا.